# NGC 6775
NGC 6775 – grupa gwiazd znajdująca się w gwiazdozbiorze Orła, być może gromada otwarta. Odkrył ją John Herschel 21 lipca 1827 roku. Znajduje się w odległości ok. 3865 lat świetlnych od Słońca oraz 28,5 tys. lat świetlnych od centrum Galaktyki.